# Thaleia Zariphopoulou
Thaleia Zariphopoulou (ur. 1962) – grecka matematyczka, od 1999 profesor Uniwersytetu Teksańskiego w Austin. Zajmuje się matematyką finansową.

## Życiorys
W 1984 ukończyła studia z elektrotechniki na Politechnice Narodowej w Atenach, a rok później z matematyki stosowanej na Uniwersytecie Browna. Stopień doktora uzyskała w 1989 na Uniwersytecie Browna, promotorem doktoratu był Wendell Helms Fleming. Karierę zawodową zaczynała na Uniwersytecie Browna, od 1999 jest profesorem Uniwersytetu Teksańskiego w Austin.
Swoje prace publikowała m.in. w czasopismach „Finance and Stochastics”, „SIAM Journal on Financial Mathematics” i „Mathematical Finance”, których jest również redaktorką.
W 2014 roku wygłosiła wykład sekcyjny na Międzynarodowym Kongresie Matematyków w Seulu, a w 2019 na konferencji Dynamics, Equations and Applications (DEA 2019).
Wypromowała kilkanaścioro doktorów